# Atentado de Preparedness Day
El atentado de Preparedness Day (en inglés Preparedness Day Bombing) ocurrió en San Francisco, California el 22 de julio de 1916 cuando se celebraba un desfile en la ciudad por el Preparedness Day, día preparatorio previo a la entrada y participación de los Estados Unidos en la Primera Guerra Mundial. Durante el desfile un maletín con una bomba fue detonado, matando a 10 personas e hiriendo a 40, siendo el peor acto terrorista en la historia de San Francisco. Dos dirigentes del movimiento obrero, Thomas Mooney y Warren Billings fueron juzgados separadamente y sentenciados a la horca (pena luego conmutada por prisión perpetua). Por este hecho Rena Mooney e Israel Weinberg fueron absueltos.

## Contexto
A mediados de 1916, tras conocerse la carnicería que ocurría en Europa, en los Estados Unidos existía una gran renuencia a participar en la Primera Guerra Mundial. El aislacionismo norteamericano y el sentimiento anti-intervencionista eran muy fuertes en San Francisco, no solo entre grupos radicales como la Industrial Workers of the World ("los wobblies"), sino también entre los dirigentes sindicales. Al mismo tiempo, con el surgimiento del bolchevismo y la agitación obrera, la comunidad empresarial de san Francisco estaba alterada. La Cámara de Comercio (Chamber of Commerce) organizó un Comité de la Ley y el Orden (Law and Order Committee), a pesar de la menguante influencia y peso político de las organizaciones obreras locales. El gremialismo radicalizado era una minoritaria pero resonante voz a la que pocos tomaban seriamente.

## El atentado
El gran desfile de Preparedness Day del sábado 22 de julio de 1916 fue el objetivo que atacaron los radicales. Un panfleto radical de mediados de julio dice: "vamos a realizar alguna acción directa el día 22 para mostrar que el militarismo no puede forzarnos a nosotros y a nuestros hijos sin que protestemos con violencia." Mooney había sido informado de las amenazas que precedieron al desfile e impulsó resoluciones en el sindicato de moldeadores y en el San Francisco Central Labor Council y el Building Trades Council advirtiendo que provocadores podrían intentar inculpar al movimiento obrero ocasionando disturbios durante el desfile. De la explosión durante el desfile de Preparedness Day resultaron 10 muertos y 40 heridos.
El desfile del Preparedness Day de San Francisco en 1916 fue el más grande desfile que haya acontecido en la ciudad. La procesión duró unas 3 horas y media y contó con 51.329 participantes, 2.134 organizaciones y 52 bandas. Irónicamente, las primeras señales fueron "el estallido de la bomba y el ulular de las sirenas". Militares, civiles, judiciales, estatales y reparticiones municipales fueron seguidos por gráficos, telefónicos, telegrafistas y organizaciones sindicales. Muchos de estos provenían de otras ciudades del área de la Bahía de San Francisco.
A las 2:06 de la tarde, luego de una hora y media de desfile una carga de dinamita detonada mediante un reloj explotó en el lado oeste de la Steuart Street, al sur de Market Street y cerca del Ferry Building. La bomba de tiempo estaba dentro de un maletín. Su fabricante había agregado trozos de metal para que actuasen como metralla para incrementar el efecto destructor de la bomba.  Diez participantes murieron y cuarenta resultaron heridos, siendo el peor atentado en San Francisco.

## Investigaciones, juicios y condenas
Inicialmente las autoridades dirigidas por el Fiscal de Distrito de San Francisco enfocaron sus investigaciones en algunos militantes radicales conocidos y en algunos anarquistas de la ciudad, entre ellos Alexander Berkman, que era bien conocido por el gobierno por sus ideas radicalizadas y por su preconvencimiento de que era un asesino. Él se había mudado a San Francisco luego de haber sido implicado en otro atentado con explosivos en la Lexington Avenue de Nueva York, que terminó con la muerte de algunos anarquistas y al menos un transeúnte inocente. Una vez en San Francisco, Berkman comenzó a editar su propio periódico, que se llamaba The Blast (La explosión). Tras el atentado de Preparedness Day, Berkman dejó The Blast y volvió a Nueva York, reuniéndose con Emma Goldman para trabajar en la revista Mother Earth. El fiscal intentó extraditar a Berkman de vuelta a San Francisco bajo el cargo de complot en el atentado, pero no tuvo éxito.
Dos conocidos líderes obreros radicales, Thomas Mooney (ca. 1882-1942) y su asistente, Warren K. Billings (1893-1972), fueron finalmente arrestados. Billings, sentenciado anteriormente por llevar dinamita en un tren de pasajeros, tenía reputación de realizar acciones directas, y Mooney, un militante socialista, era sospechoso de haber utilizado explosivos en anteriores conflictos. Más aún, el gremio de Mooney había distribuido panfletos advirtiendo sobre la utilización de "propaganda violenta" contra los manifestantes.
En un precipitado juicio ambos fueron encontrados culpables. Mooney fue sentenciado a muerte, pero la Comisión de Mediación que organizó el presidente Woodrow Wilson no encontró evidencias claras de su culpabilidad, conmutándose la sentencia. En 1918 la sentencia de Billings fue cambiada a prisión perpetua, al igual que Mooney. En 1939, las evidencias de falso testimonio y perjurio durante el juicio se habían tornado innegables. El gobernador de California Culbert Olson perdonó a los dos condenados.
La identidad de los autores del atentado nunca llegó a determinarse, pero ha sido conjeturada por algunos historiadores. La investigación de posguerra llevó a ciertos historiadores a sospechar la participación en algún grado de Alexander Berkman, debido a los antecedentes del atentado de Lexington Avenue y su sospechosa huida a San Francisco el año anterior.  Sin embargo, involucrado o no, es casi seguro que Berkman no fue quien fabricó la bomba ya que no poseía capacidad técnica para hacerla. Tanto Mooney como Billings especialmente poseían conocimiento en el manejo de dinamita (Billings también estaba familiarizado con mecanismos de relojería, y luego de su liberación de la prisión se dedicó a reparar relojes), pero no eran los únicos.  Otro grupo sospechoso fue el de los galleanistas, anarquistas radicales seguidores de Luigi Galleani, en particular Mario Buda, un fabricante de explosivos de reputación, conocido por incluir metralla en sus bombas de tiempo con dinamita, para incrementar el número de víctimas. Los galleanistas realizaron la mayoría de sus atentados en la Costa Este y en Chicago, aunque también fueron activos en San Francisco.